# Dieter Murmann
Dieter Murmann (* 12. Mai 1934 in Dortmund; †  8. Dezember 2021 in Strande) war ein deutscher Unternehmer und Politiker (CDU).

## Leben
Murmann war der Sohn des Fabrikanten Walter Murmann und Bruder des ehemaligen Präsidenten des BDA Klaus Murmann. Nach dem Abitur 1954 am Archigymnasium Dortmund wurde er zum Reserveoffizier der Luftwaffe (Leutnant der Reserve) ausgebildet. Er studierte Rechtswissenschaften an der Ludwig-Maximilians-Universität München und Bergbau an der Technischen Hochschule Aachen. 1968 wurde er mit der Dissertation Vorratsauswahl bei Steinkohlenbergwerken mit Hilfe von Deckungsbeiträgen zum Dr.-Ing. promoviert. Im Anschluss wurde er Geschäftsführer der J. P. Sauer & Sohn Maschinenbau GmbH. Später war er Inhaber und geschäftsführender Gesellschafter der familieneigenen Firma. Murmann war Mitglied der CDU Schleswig-Holstein und war von 1989 bis 2000 Vorsitzender des Wirtschaftsrats der CDU. 2000 wurde er Ehrenvorsitzender des Verbandes. Außerdem war er Präsident der Deutschen Handelskammer in Österreich. Er war verheiratet und hatte vier Kinder. Ab 1955 war er Mitglied des Corps Franconia München.

## Auszeichnungen
- 1993: Großes Bundesverdienstkreuz
- 2000: Großes Goldenes Ehrenzeichen für Verdienste um die Republik Österreich[3]